# Die Wacht am Rhein
Die Wacht am Rhein (pol. „Straż na Renie”) – niemiecka pieśń patriotyczna ze słowami autorstwa Maxa Schneckenburgera i melodią Karla Wilhelma.

## Historia
Słowa napisano w 1840. Tłem dla ich powstania była groźba wybuchu nowej wojny prusko-francuskiej. Minister spraw zagranicznych Francji Louis Adolphe Thiers mówił wtedy o Renie jako o naturalnej wschodniej granicy swojego kraju.
Pierwszą melodię do wiersza skomponował szwajcarski organista J.Mendel, jednak nie zyskała ona większej popularności. Autorem bardziej znanej muzyki jest Karl Wilhelm. Pierwsze publicznie wykonanie jego utworu miało miejsce 11 czerwca 1854.
Pieśń ze względu na swą wymowę zyskała sławę podczas wojny prusko-francuskiej. Była jednym z nieoficjalnych hymnów Drugiej Rzeszy Niemieckiej. Cieszyła się również popularnością podczas pierwszej wojny światowej.
Tytuł utworu stał się nazwą niemieckiej ofensywy w Ardenach.

## Tekst
Tekst oryginalny:
1.
Es braust ein Ruf wie Donnerhall,
wie Schwertgeklirr und Wogenprall:
Zum Rhein, zum Rhein, zum deutschen Rhein!
Wer will des Stromes Hüter sein?
Refren
Lieb Vaterland magst ruhig sein,
lieb Vaterland magst ruhig sein:
Fest steht und treu die Wacht,
die Wacht am Rhein!
Fest steht und treu die Wacht,
die Wacht am Rhein!
2.
Durch Hunderttausend zuckt es schnell,
und aller Augen blitzen hell;
der Deutsche, bieder, fromm und stark,    (lub: der deutsche Jüngling, fromm und stark)
beschützt die heil'ge Landesmark.
Refren
3.
Er blickt hinauf in Himmelsau'n,
wo Heldenväter niederschau'n,
und schwört mit stolzer Kampfeslust:
Du Rhein bleibst deutsch wie meine Brust!
Refren
4.
Solang ein Tropfen Blut noch glüht,
noch eine Faust den Degen zieht,
und noch ein Arm die Büchse spannt,
betritt kein Feind hier deinen Strand!
Refren
5.
Der Schwur erschallt, die Woge rinnt
die Fahnen flattern hoch im Wind:
Am Rhein, am Rhein, am deutschen Rhein
wir alle wollen Hüter sein.
Refren
Dodatkowe zwrotki:
(śpiewana pomiędzy 4. i 5.)
Und ob mein Herz im Tode bricht,
wirst du doch drum ein Welscher nicht.
Reich, wie an Wasser deine Flut,
ist Deutschland ja an Heldenblut!
(6. z czasów pierwszej wojny światowej)
So führe uns, du bist bewährt;
in Gottvertrau'n greif' zu dem Schwert,
Hoch Wilhelm! Nieder mit der Brut!
Und tilg' die Schmach mit Feindesblut!